# Viktoria Rainer
Viktoria Rainer (1985) è un'ex sciatrice alpina italiana.

## Biografia
Attiva in gare FIS dal dicembre del 2000, in Coppa Europa la Rainer esordì il 20 dicembre 2003 a Ponte di Legno/Passo del Tonale in supergigante (57ª), ottenne il miglior piazzamento due giorni dopo nella medesima località in slalom speciale (36ª) e prese per l'ultima volta il via il 3 marzo 2005 ancora al Passo del Tonale in slalom speciale, senza completare la prova. Si ritirò al termine della stagione 2004-2005 e la sua ultima gara fu uno slalom speciale FIS disputato il 9 aprile a Pampeago, chiuso dalla Rainer all'8º posto; in carriera non debuttò in Coppa del Mondo né prese parte a rassegne olimpiche o iridate.

## Palmarès

### Campionati italiani
- 1 medaglia[1]:
  - 1 bronzo (combinata nel 2003)